# 日本の段丘一覧
日本の段丘一覧（にほんのだんきゅういちらん）は、日本の段丘を都道府県別に一覧にしたものである。類似した地形である台地については、日本の台地一覧を参照。

## 北海道
- 函館段丘 - 函館市市街中心部にある段丘。

## 関東地方

### 群馬県
- 沼田の河岸段丘 - 片品川が利根川と合流する前の下流域に発達。日本一美しい河岸段丘とも言われる。

### 東京都
- 立川段丘
- 武蔵野段丘

### 埼玉県
- 長瀞渓谷
- 秩父盆地

### 神奈川県
- 相模原台地

## 中部地方

### 新潟県
- 十日町盆地 - 津南町を流れる信濃川の右岸地域に河岸段丘が発達。9段にものぼる日本最大級の段丘群。
- 信濃川・魚野川合流点付近
- 小千谷・長岡間

### 長野県
- 松本盆地 - 梓川が松本盆地に流れ下った所に河岸段丘が見られる。右岸は松本市波田地区であり、3つの高く急な崖をはっきり見ることができる。左岸は松本市梓川地区である。
- 保福寺川流域 - 松本市の花見地区から赤怒田（あかぬた）地区にかけて。赤怒田福寿草公園は左岸の河岸段丘を利用して作られている。